# Szanda
Szanda è un comune dell'Ungheria di 715 abitanti (dati 2001). È situato nella contea di Nógrád.